# Індіана
Індіа́на (англ. Indiana) — штат США, на півночі сягає озера Мічиган; 92,9 тис. км², 5,7 млн мешканців; адміністративний центр Індіанаполіс; видобуток кам'яного вугілля; промисловість (важка металургія, авіабудування та автомобілебудування) зосереджена переважно на півночі; інтенсивне свинарство, вирощування кукурудзи, сорго; садівництво, овочівництво; 150 тис. кілометрів автострад.

## Населення

### Мовний склад (2010)[1]
| Мови          | Частка людей віком понад 5 років, % |
| ------------- | ----------------------------------- |
| Англійська    | 92,23                               |
| Іспанська     | 4,39                                |
| Німецька      | 0,59                                |
| Китайська     | 0,28                                |
| Нідерландська | 0,27                                |
| Французька    | 0,24                                |
| Арабська      | 0,11                                |
| Тагальська    | 0,11                                |
| Корейська     | 0,10                                |
| Хінді         | 0,10                                |
| інші          | 1,58                                |

## Персоналії
- Рекс Стаут — американський письменник, автор детективних романів, творець циклу романів про Ніро Вульфа.